# Aeroporto de Port Stanley
O Aeroporto de Port Stanley (em inglês: Port Stanley Airport) (IATA: PSY, ICAO: SFAL) é um aeroporto internacional localizado na cidade de Stanley, capital das Ilhas Malvinas, território do Reino Unido, sendo o principal aeroporto do território.

## Companhias aéreas
Atualmente somente o Serviço Aéreo do Governo das Ilhas Falkland (em inglês: Falkland Islands Government Air Service (FIGAS)) opera nas Ilhas Malvinas. Esta companhia de serviços aéreos transporta insulanos, visitantes e frete ao arquipélago. A frota é composta por cinco aeronaves Britten-Norman BN-2B Islander. Os voos estão disponíveis sete dias por semana nos meses de verão, cinco dias no inverno "on demand", ou seja, os passageiros simplesmente informam FIGAS quando e onde desejam voar.